# Pierre Boulle
Pierre Boulle (Avignon, 21 februari, 1912 - Parijs, 30 januari 1994) was een Franse schrijver. Zijn bekendste werken zijn Le pont de la rivière Kwaï en La Planète des singes.

## Biografie
Zijn vader Eugène Boulle, een excentrieke advocaat, schreef in de krant over theater. Pierre Boulle werd katholiek opgevoed en kende een rustige jeugd, zelfs tijdens de Eerste Wereldoorlog. Van zijn vader kreeg hij zijn liefde voor de literatuur mee. In 1926 kwam een eind aan het rustig leven, bij de dood van zijn vader. Pierre Boulle haalde in 1930 zijn baccalaureaat in Avignon, en ging daarna in Parijs studeren. Hij haalde zijn licentiaat in de wetenschappen in 1931 en werd toegelaten aan de prestigieuze Supélec, waar hij in 1933 afstudeerde als ingenieur. Daarna begon hij zijn militaire dienst in de pantserdivisie. Na een paar jaar te werken als ingenieur, trok hij in 1936 naar Malaya, waar hij werd aangeworven als technicus op een rubberplantage op een vijftigtal mijl van Kuala Lumpur.
In november 1939 werd Boulle gemobiliseerd en werd hij naar Saigon geroepen. Hij werd aangesteld in Cochin-China, in het zuiden van Indochina. In februari 1940 moest hij naar Annam, in het noorden van Indochina en in oktober werd hij ingedeeld in Laos. Na de Duitse bezetting van Frankrijk werd hij in april 1941 gedemobiliseerd en wachtte op een Brits visum om terug te keren naar Maleisië. In juli keerde hij uiteindelijk terug naar Singapore, waar hij zich aansloot bij de Vrije Fransen. Hij liep stage bij Force 136, een Britse dienst die hielp bij verzet en sabotage-acties op door de vijand bezet grondgebied. Hij leerde er bruggen opblazen. Onder de schuilnaam Peter John Rule hielp hij bij acties in China, Birma en Indochina.
Uiteindelijk werd hij in augustus 1942 gevangengenomen door aanhangers van het Vichyregime. Een paar maand later werd hij voor de krijgsraad in Hanoi schuldig bevonden aan verraad. Boulle werd gedegradeerd, zijn Franse nationaliteit ontnomen en tot levenslange dwangarbeid veroordeeld.
In het najaar van 1944, enkele maanden na de geallieerde ontscheping in Frankrijk, slaagde hij er dankzij enkele connecties in te ontsnappen. In 1945 werd Boulle gerepatrieerd naar Parijs en daarna keerde hij terug naar Avignon. Hij werd onderscheiden met een benoeming in het Franse Legioen van Eer, het Croix de Guerre 1939-1945 en de Verzetsmedaille. Hij had het moeilijk terug een normaal leven op te bouwen en ging weer op een rubberplantage werken in Azië.
Uiteindelijk besloot hij het zich te gaan toeleggen op de literatuur en in 1949 keerde hij terug naar Parijs. Hij verkocht al zijn bezittingen en installeerde zich in hotel Lucète om te schrijven. In Parijs gebruikte hij zijn eigen ervaringen om zijn roman Le pont de la rivière Kwaï te schrijven in 1952, waarvoor hij de Prix Sainte-Beuve kreeg. In 1955 werd zijn zus Madeleine weduwe en Pierre ging in haar appartement wonen. Hij zou er de rest van zijn leven blijven wonen en vrijgezel blijven. In 1963 verscheen zijn sciencefictionroman La Planète des singes. In 1976 kreeg hij voor zijn hele oeuvre de Grand Prix de la Société des gens de Lettres.

## Werk
Enkele romans van Pierre Boulle werden wereldbekend na verfilming. Le pont de la rivière Kwaï werd verfilmd door David Lean en verscheen in 1957 als The Bridge on the River Kwai. De film sleepte zeven Oscars in de wacht. In 1968 werd La planète des singes een eerste maal verfilmd door Franklin J. Schaffner als Planet of the Apes. De volgende jaren zouden nog meerdere sequels volgen, alsook een televisieserie en een animatiereeks. Geen enkele bleef echter trouw aan de roman. De roman Le photographe werd door Jean-Claude Tramont bewerkt voor zijn film Le point de mire uit 1977.
Samen met Jacques Spitz en René Barjavel was Boulle een van de pioniers van de Franse sciencefiction. Zo duiken ook soms verwijzingen naar Pierre Boulle op: in The Jersey Devil, een aflevering uit het eerste seizoen van de televisieserie The X-Files heet een ranger Peter Boulle en in The Lone Gunmen, een spin-off van The X-Files, komt in de aflevering Planet of the Frohikes het Boulle Behavioral Institute voor.

### Romans
- William Conrad (Julliard, 1950)
- Le Sacrilège malais (Julliard, 1951)
- Le Pont de la rivière Kwaï (Julliard, 1952) - Prix Sainte-Beuve 1952
- La Face (Julliard, 1953)
- Le Bourreau (Julliard, 1954)
- L'Épreuve des hommes blancs (Julliard, 1955)
- Les Voies du salut (Julliard, 1958)
- Un métier de seigneur (Julliard, 1960)
- La Planète des singes (Julliard, 1963)
- Le Jardin de Kanashima (Julliard, 1964)
- Le Photographe (Julliard, 1967)
- Les Jeux de l'esprit (Julliard, 1971)
- Les Oreilles de jungle (Flammarion, 1972)
- Les Vertus de l'enfer (Flammarion, 1974)
- Le Bon léviatan (Julliard, 1977)
- Les Coulisses du ciel (Julliard, 1979)
- L'Énergie du désespoir (Julliard, 1981)
- Miroitements (Flammarion, 1982)
- La Baleine des Malouines (Julliard, 1983)
- Pour l'amour de l'art (Julliard, 1985)
- Le Professeur Mortimer (Éditions de Fallois, 1988)
- Le Malheur des uns... (Éditions de Fallois, 1990)
- À nous deux Satan (Julliard, 1992)
- L'Archéologue et le mystère de Néfertiti (Le Cherche-Midi, 2005) - postuum werk

### Verhalen
- Aux sources de la rivière Kwaï (Julliard, 1966)
- L'Ilon, souvenirs (Éditions de Fallois, 1990) - autobiografisch verhaal

### Novellebundels
- Contes de l'absurde (Julliard, 1953) - Grand Prix de la nouvelle (Prix littéraire d'Évian 1953)
  - Bevat : L'Hallucination ; Une nuit interminable ; Le Poids d'un sonnet ; Le Règne des sages ; Le Parfait robot
- E=mc² (Julliard, 1957)
  - Bevat : Les Luniens ; L'Amour et la pesanteur ; Le Miracle ; E=mc² ou le roman d'une idée
- Un étrange évènement (Éditions Florentin Mouret, 1957)
- Histoires charitables (Julliard, 1965)
  - Bevat : Le Saint énigmatique ; L'Homme qui ramassait les épingles ; Histoire du bon petit écrivain ; L'Arme diabolique ; Le Compte à rebours ; L'Homme qui haïssait les machines
- Quia absurdum : sur la Terre comme au Ciel (Julliard, 1970)
  - Bevat : Son Dernier Combat ; Le Plombier ; Interférences ; L'Affût au Canard ; Quand le Serpent échoua ; Les Lieux Saints ; Le Cœur et la Galaxie
- Histoires Perfides (Flammarion, 1976)
  - Bevatt : La Grâce Royale ; Le Palais Merveilleux de la Petite Ville ; Les Lois ; Les Limites de l'endurance ; Service Compassion ; L'Angélique Monsieur Edyh
- L'Enlèvement de l'Obélisque (Le Cherche midi, 2007) - postuum werk
  - Bevat : L'Enlèvement de l'Obélisque ; Un étrange événement ; Le Message chiffré ; Une mort suspecte ; Le 1e avril ; Le Coupable ; La Croisière de l'Alligator

### Novelles
- Un étrange événement (Florentin Mouret éditeur, 1957).

### Essays
- L'Étrange croisade de l'empereur Frédéric II (Flammarion, 1968)
- L'Univers ondoyant (Julliard, 1987)

### Theater
- William Conrad : pièce en quatre actes. L'Avant-scène théâtre, 1 februari 1962, p. 8-36. Bewerking van de roman.

### Voorwoorden
Pierre Boulle schreef het voorwoord van de volgende werken:
- Jean Coué. L'Homme de la rivière Kwaï. Gallimard, 1980. (Coll. Folio junior ; Nº 111 ; Série Plein vent)
- Anatole France. La Révolte des Anges. Calmann-Lévy, 1980.
- Henri Fauconnier. Malaisie. Stock, 1986, Prix Goncourt in 1930.
- Frédéric Louguet. Échecs et Mips. Montrouge Dunod Technique, 1992.

### Compilaties
- Vier van zijn zes novellebundels werden in één volume verzameld en verschenen in 1992 bij Julliard.
- Romans héroïques (Omnibus, 1996)
- Étrange Planète (Omnibus, 1998)